# Twin Lakes (Alasca)
Twin Lakes é um complexo formado por dois grandes lagos do Parque Nacional e Reserva do Lago Clark, no Alasca, próximo da região nordeste do Distrito de Lake and Peninsula. Os lagos superior e inferior, que medem 9,7 km e 6,4 km, respectivamente, são conectados por uma curta corrente que flui para o oeste até o rio Chilikadrotna, desaguando eventualmente nos rios Mulchatna, Nushagak e na baía de Nushagak. Com exceção dos últimos dias de verão, quando a região se torna popular entre caçadores, Twin Lakes é um local deserto e remoto.
O complexo do lago foi lar do naturalista Richard Proenneke (1916-2003), onde viveu a maior partes dos seus últimos 35 anos de vida em uma cabana de madeira que ele mesmo construiu (confira o livro One Man's Wilderness: An Alaskan Odyssey e o documentário Alone in the Wilderness para mais informações). A área só pode ser acessada via táxis aéreos ou hidroaviões.

## Fotos

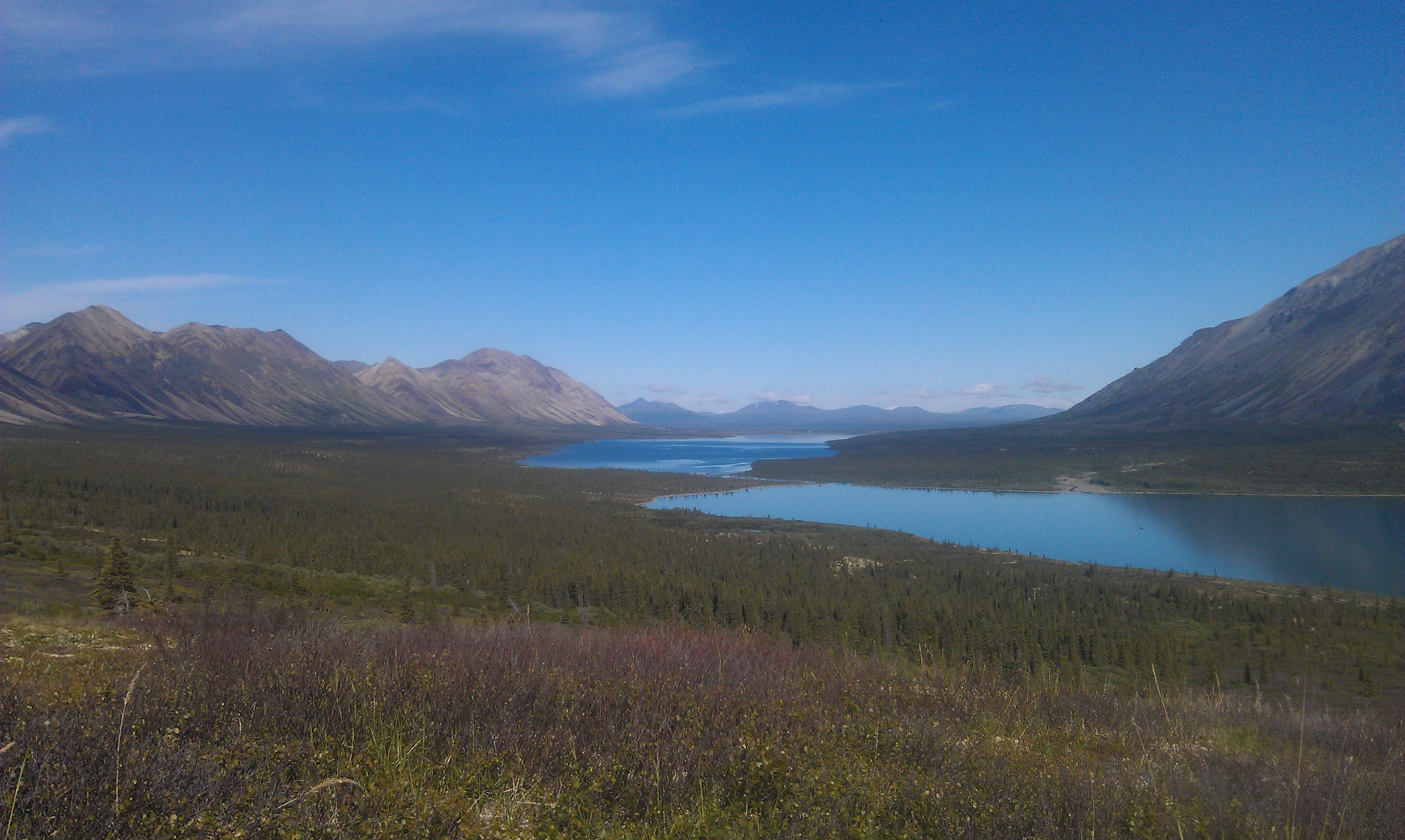
Twin Lakes
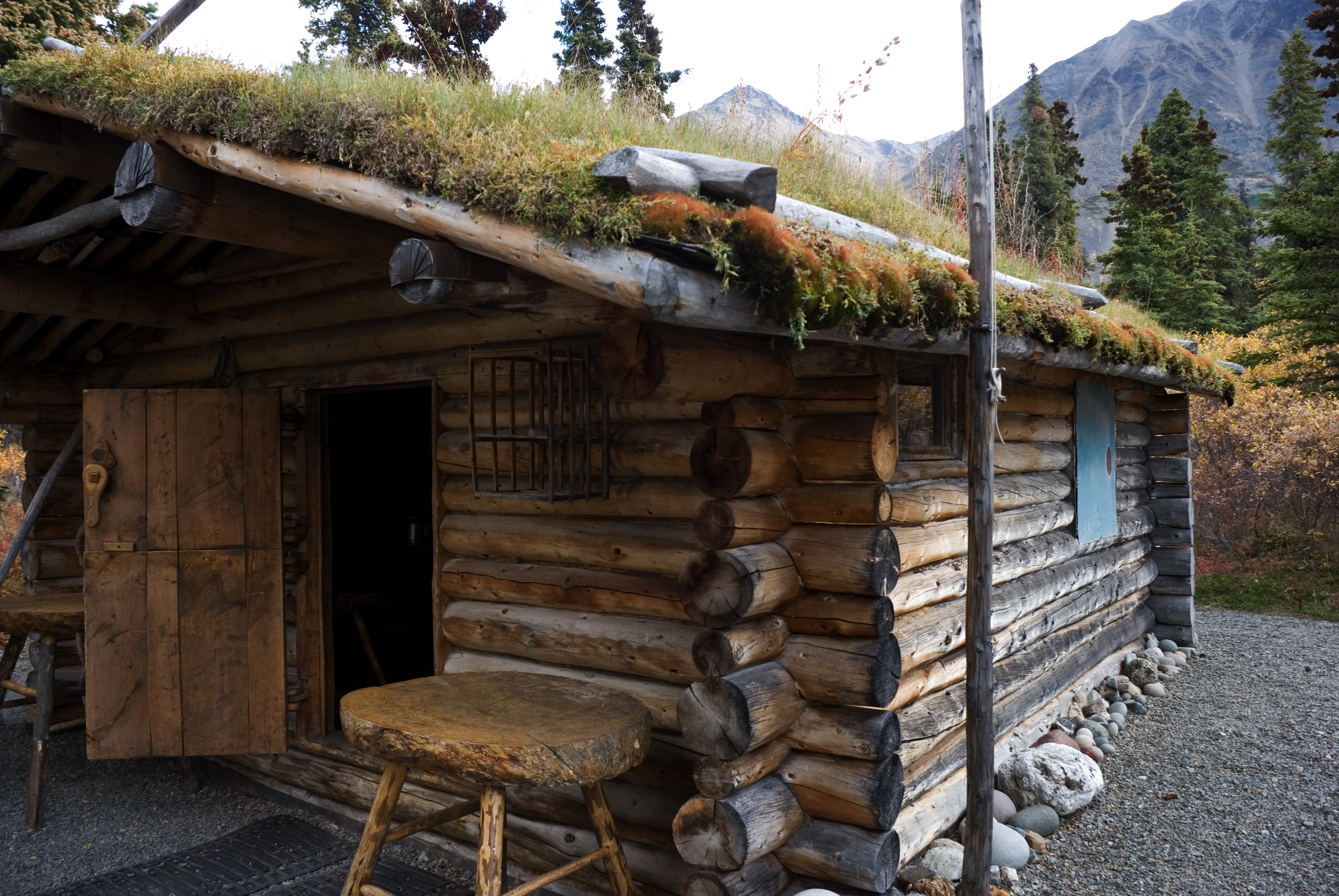
Cabana de Richard 'Dick' Proenneke